# Graham Barrow
Graham Barrow, angleški nogometaš in trener, * 13. junij 1964, Chorley, Lancashire, Anglija, Združeno kraljestvo.
Barrow je igral za Altrincham F.C., Wigan Athletic F.C. in Chester City F.C.
Od leta 1992 je bil igralec-trener Chester Cityja, kjer je ostal do leta 1994, nato pa je postal trener Wigana. Med letoma 1996 in 1999 je bil trener Rochdala, nato pa se je vrnil nazaj v Chester. Od januarja 2004 je bil trener Buryja, a je bil leta 2005 odpuščen in se je ponovno vrnil v Chester.